# کاکل‌پیشانی
کاکل‌پیشانیان (نام علمی: Cariamidae) نام یک تیره از راسته کاکل‌پیشانی‌سانان (نام علمی: Cariamiformes) از زیررده نوآروارگان است.

## نگارخانه

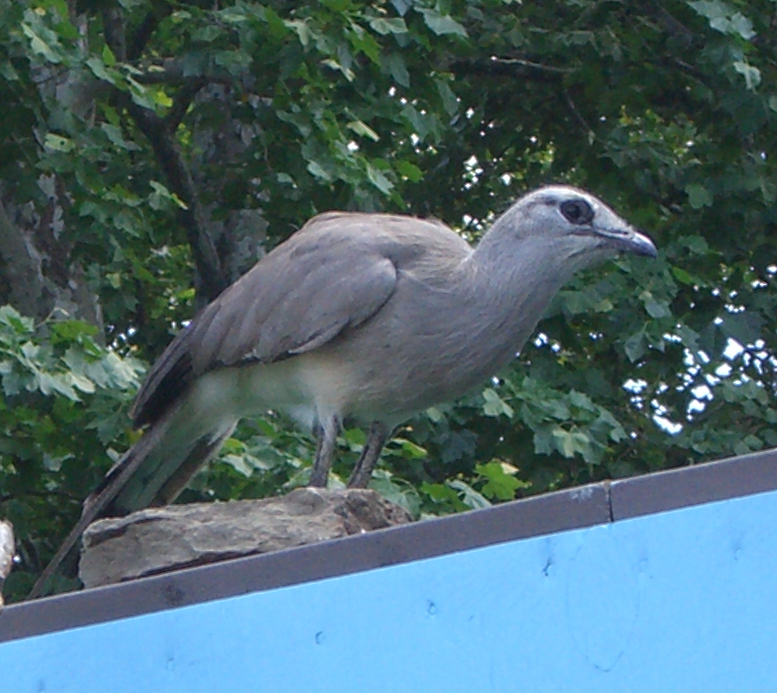
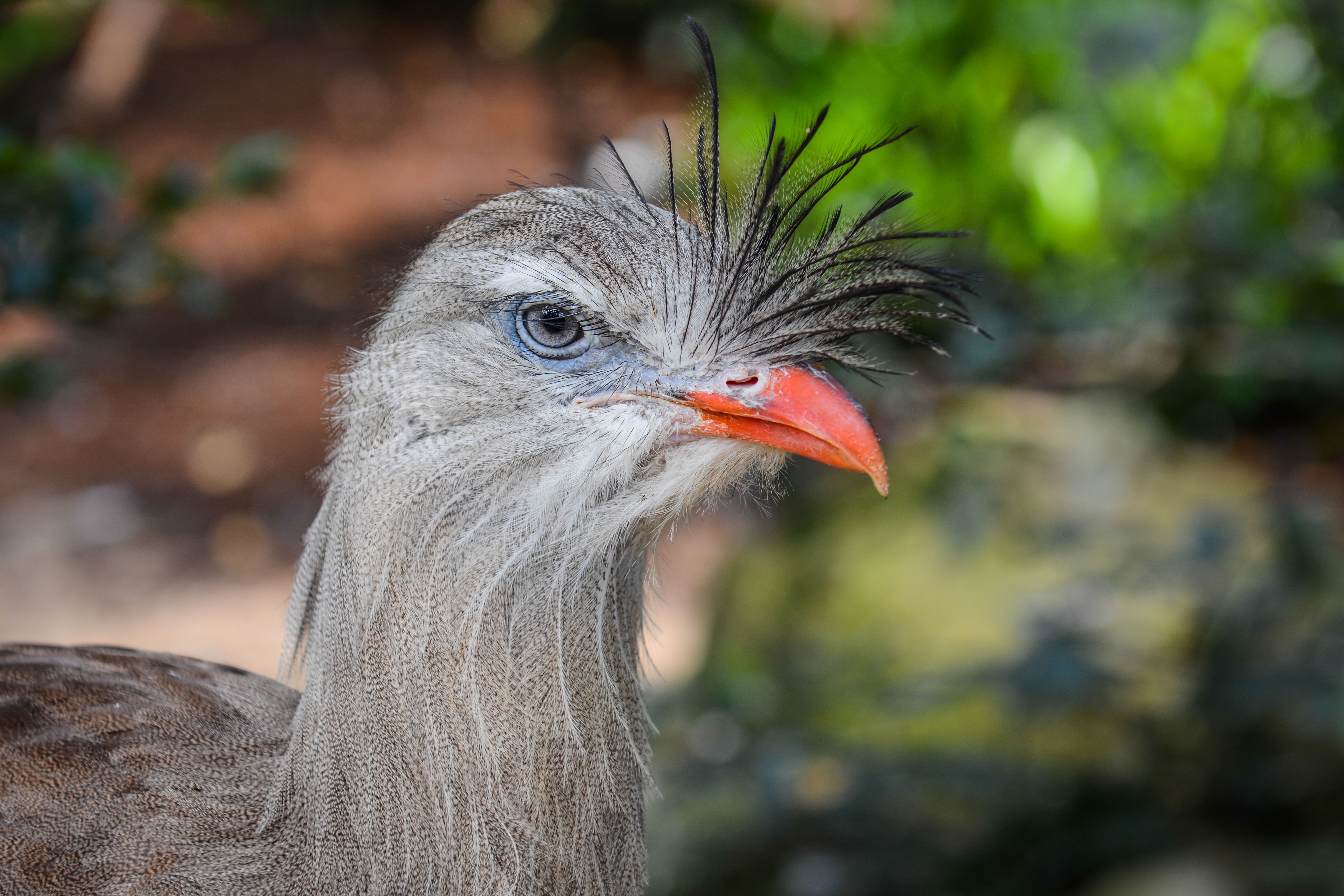
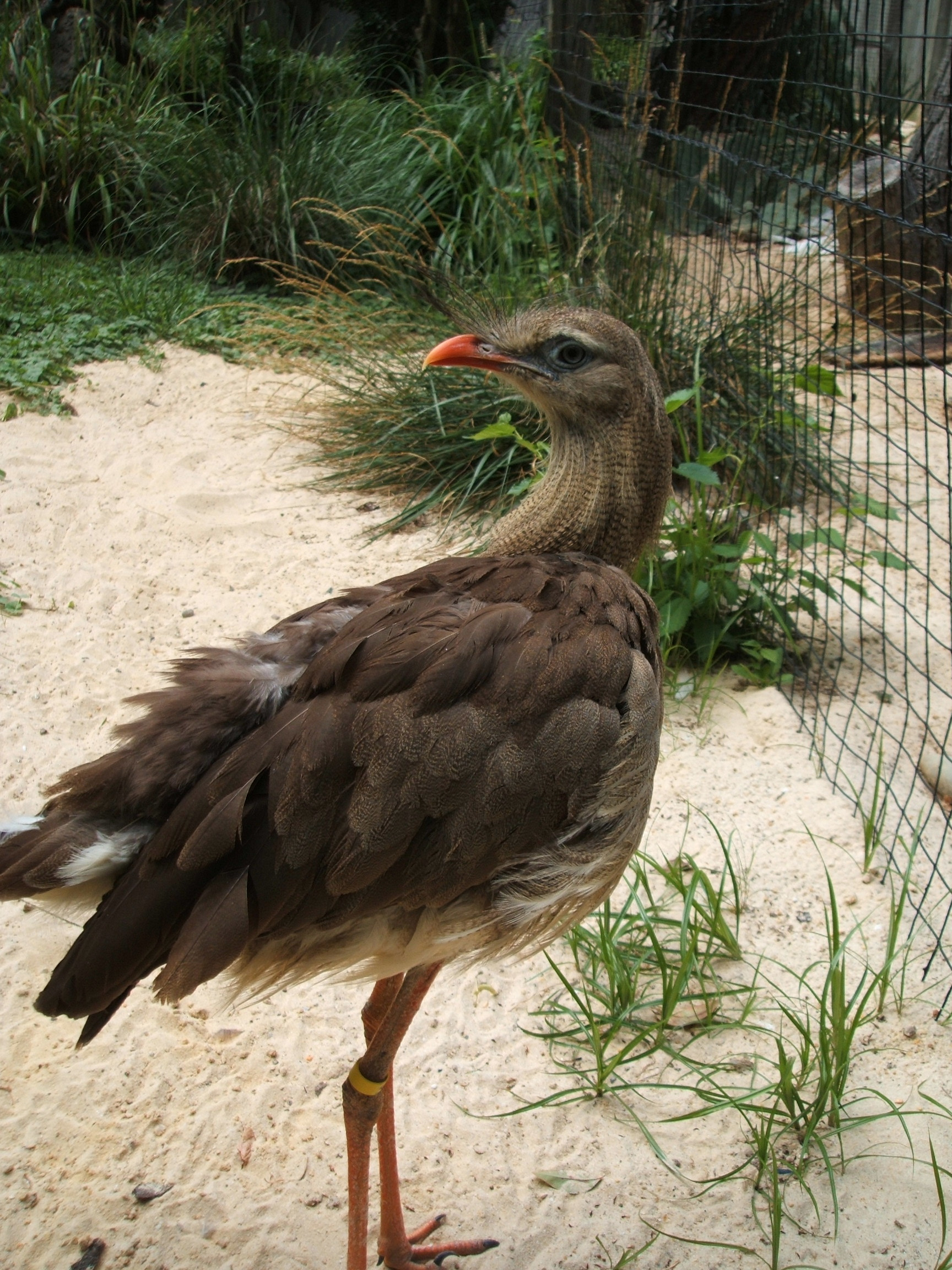
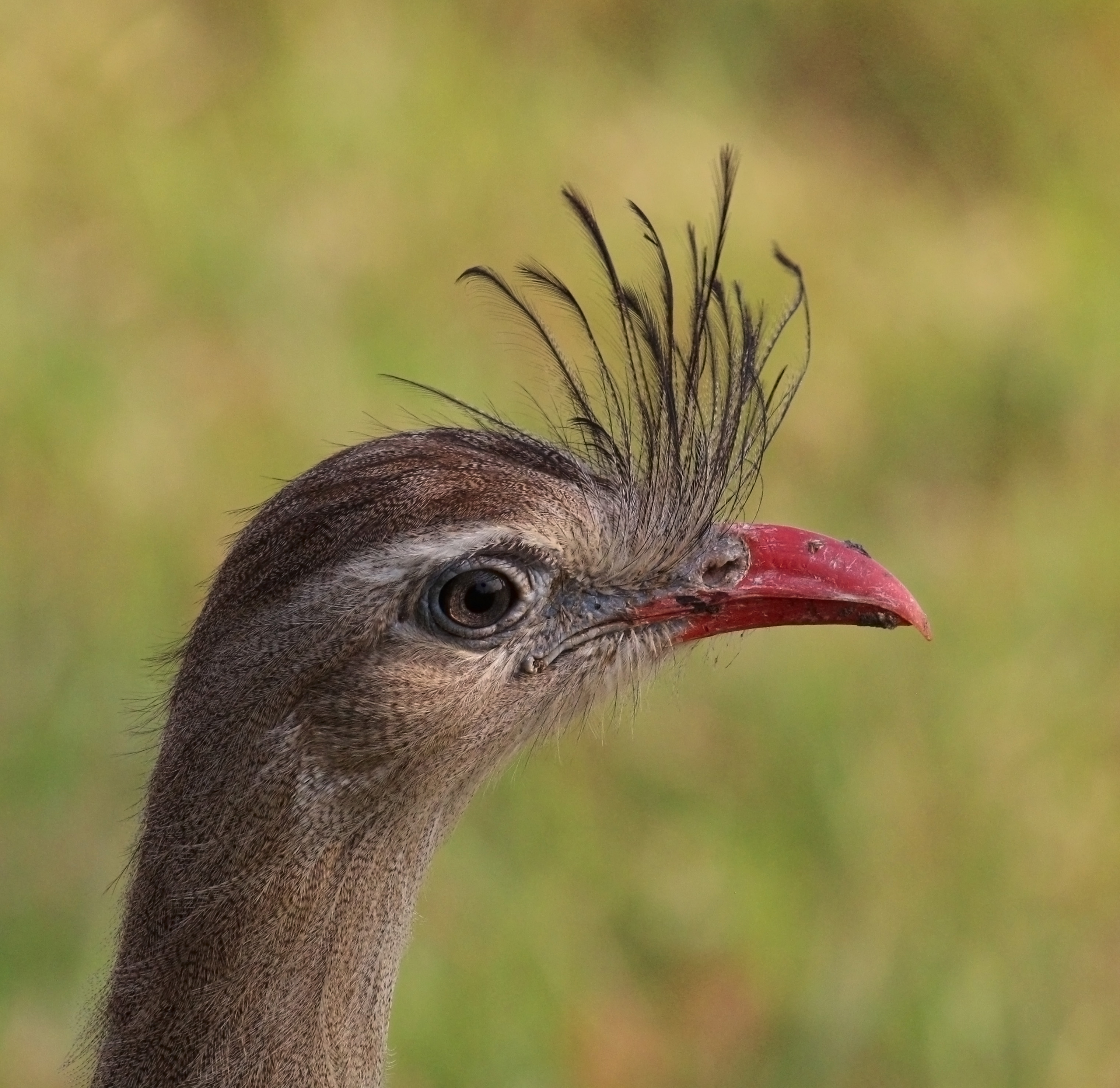